# Да Силвейра, Пабло
Пабло да Силвейра Гарсия (исп. Pablo da Silveira García, род. 21 сентября 1962, Монтевидео) — уругвайский писатель, лектор, философ и политик Национальной партии (НП), занимавший пост министра образования и культуры Уругвая с 1 марта 2020 года по 1 марта 2025 года.

## Биография

### Образование
Окончил Лувенский католический университет, имеет степень доктора философии. Работал научным сотрудником в том же университете.

## Карьера
Он работал лектором политической философии и директором государственной образовательной программы в Католическом университете Уругвая, а также в некоторых университетах Америки и Европы. Он является соучредителем Liceo Impulso вместе с Эрнесто Тальви. В Католическом университете он преподаёт политическую философию и руководит государственной образовательной программой.
Автор La Segunda Reforma, публикации, в которой он выступает против предложения образовательной реформы Хермана Рамы справа, поскольку оно основано на государственном образовании, и в которой он предлагает передать государственные ресурсы частному образованию. Это видение, которого придерживается да Силвейра до сих пор, и которое придало ему важное общественное значение

### Политическая карьера
Во время избирательной кампании 2019 года да Силвейра был советником кандидата Луиса Лакалье Поу по вопросам политики в области образования. 16 декабря 2019 года, после победы Лакалье Поу, Пабло был объявлен министром образования и культуры Уругвая и занял эту должность 1 марта 2020 года. Его заместителем министра являлась Ана Рибейро.